# グラーツ大聖堂

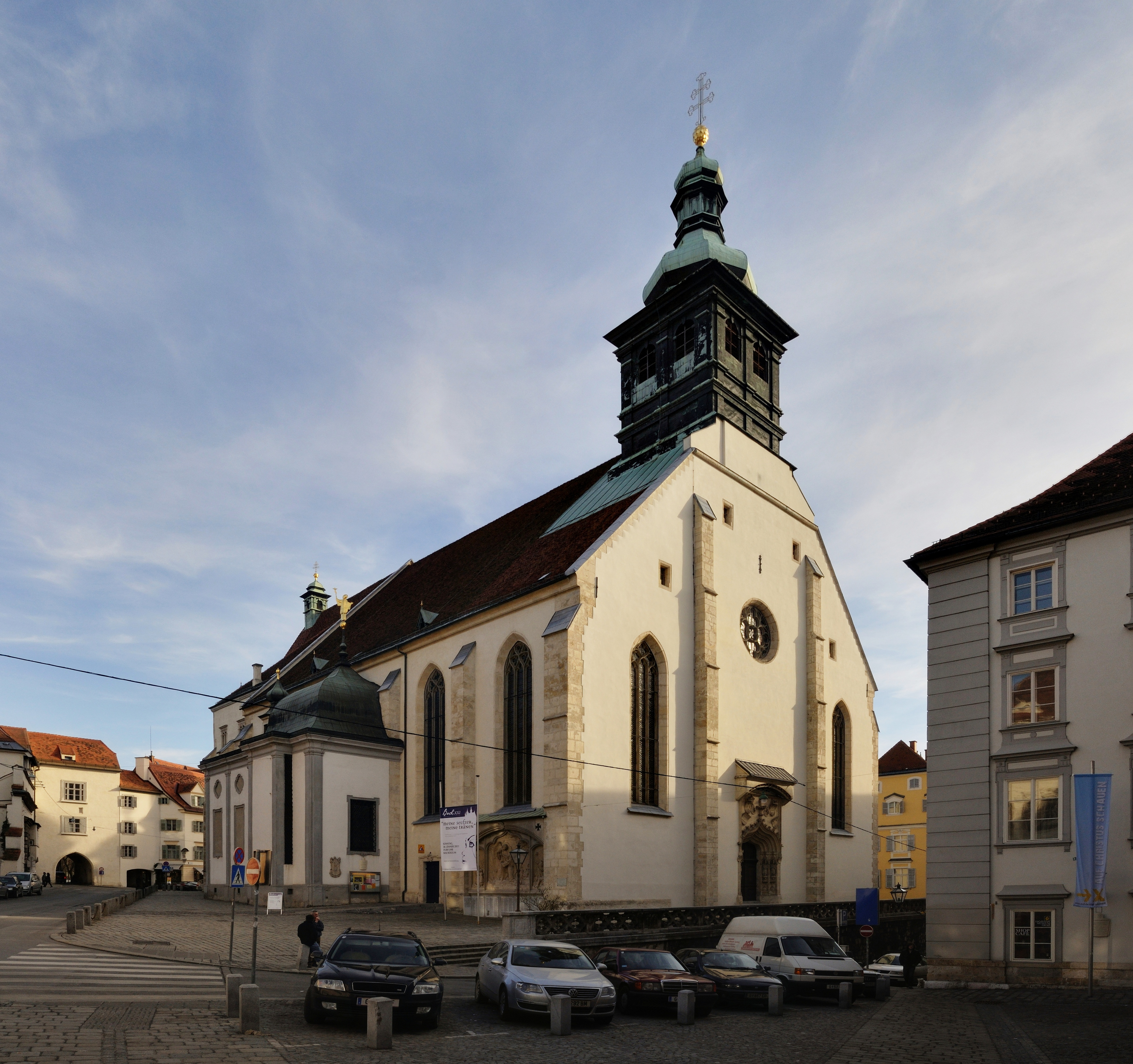
広場（北西方面）から見たグラーツ大聖堂（2009年）

グラーツ大聖堂（ドイツ語: Grazer Dom）は、オーストリア第3の都市グラーツにあるカトリック教会である。グラーツの人々からは単にドーム（Dom＝大聖堂）と呼ばれ、この地方の教区（en）の司教座である。この聖堂は神聖ローマ皇帝フリードリヒ3世により1438年から1462年に建設されたゴシック様式の建物である。教会堂の隣りにはグラーツ霊廟（Mausoleum）もある。